# Gangster Story
Gangster Story és una pel·lícula de ficció criminal estatunidenca del 1959 dirigida i protagonitzada per Walter Matthau. La pel·lícula va ser editada per Radley Metzger.
Aquesta va ser l'única pel·lícula dirigida per Matthau. Es va casar amb la seva coprotagonista Carol Grace el 1959.

## Trama
Un mafiós s'amaga de la llei en un poble petit i s'està quedant sense diners, així que atraca un banc i guanya una gran quantitat de diners. Ara bé, no sols els policies el persegueixen, sinó també el cap de la mafia local que està gelós que un foraster hagi fet una feina així al seu territori, i sobretot sense donar-li un tros del pastís.

## Repartiment
- Walter Matthau com a Jack Martin
- Carol Grace com a Carol Logan, bibliotecària
- Bruce MacFarlane com a Earl J. Dawson
- Garry Walberg com Adolph
- Raikin Ben-Ari com a "Flonger" a Hood
- David Leonard com a president del banc W. Palmer
- John Albright com a seqüela
- Clegg Hoyt com a conserge al Country Club

## Banda sonora
La banda sonora d'aquesta pel·lícula va ser en mono de la productora de Swen Productions, Inc., amb o per Jonathan Daniels. Vegeu enllaços externs per a TCM.